# Središnja knjižnica Roma u Hrvatskoj
Središnja knjižnica Roma u Hrvatskoj jedina je romska knjižnica u Europi. Jedna je od ukupno 11 središnjih knjižnica nacionalnih manjina u Hrvatskoj. U njoj se nalazi više od četiri tisuće književnih djela i časopisa na romskom, hrvatskom i drugim europskim jezicima. Knjižnica je zamišljena kao studijska, a ne klasična posudbena knjižnica. Knjižnica je otvorena 8. lipnja 2020. godine.
Prve su knjige u knjižnici bile dar saborskog zastupnika Veljka Kajtazija, a početni se fond knjižnice povećao donacijama i kupnjom, darom i razmjenom knjiga. Cilj je knjižnice raditi na prikupljanju sveobuhvatne građe o Romima, biti mjestom korištenja prikupljene građe u sadašnjosti te sakupljanja i arhiviranja građe za buduća vremena. Zadaća knjižnice je sistematično prikupljati izvore na temelju kojih će se učiti o tradiciji i jedinstvenosti romskog naroda, ali i njegove povezanosti i tragova koje su ostavili na putanji svojih putovanja. Rad ove knjižnice od velike je važnosti za očuvanje i promicanje romskog identiteta, jezika i kulture. 
Središnja knjižnica Roma nastoji biti sinergijsko mjesto i obavijesni izvor građe kroz koju će se moći pratiti povijest i razvoj romskog naroda, njegovih putovanja, stradanja i postignuća kroz stoljeća. Knjižnica predstavlja interdisciplinarni prostor u kojem se razmjenjuju informacije i znanja. Njena je djelatnost podjednako posvećena povijesnim temama kao i praćenju recentnih stručnih publikacija i ostalih vrsta izvora. Izvori informacija temeljeni su na standardima i mjerilima kvalitete te profesionalnosti. Kao takva Središnja knjižnica Roma u RH u svojem se poslovanju vodi važećim Zakonom o knjižnicama i knjižničarstvu i pravilnicima.

## Vanjske poveznice
- [neaktivna poveznica]